# Tömeg
A tömeg a fizikai testek tulajdonsága, amely a tehetetlenségüket méri. A súlytól eltérően a tömeg mindig ugyanaz marad, akárhová kerül is a hordozója. A relativitáselméletben az invariáns tömeg nem függ attól sem, milyen vonatkoztatási rendszerből nézzük a testet. A tömegnek központi szerepe van a klasszikus mechanikában és a vele kapcsolatos területeken. A vonatkoztatási rendszert a tehetetlenség vonatkozásában inerciarendszernek nevezzük. A tömeg számos formája jelenik meg a relativisztikus mechanikában.
Szigorúan véve három különböző dolgot neveznek tömegnek:
- A tehetetlen tömeg a test tehetetlenségének mértéke: a rá ható erő mozgásállapot változtató hatásával szembeni ellenállás. A kis tehetetlen tömegű test sokkal gyorsabban változtatja mozgásállapotát, mint a nagy tehetetlen tömegű.
- A passzív gravitáló tömeg a test és a gravitációs tér kölcsönhatásának mértéke. Azonos gravitációs térben a kisebb passzív gravitáló tömegű testre kisebb erő hat, mint a nagyobbra. (Ezt az erőt nevezik a test súlyának. Gyakran a hétköznapi értelemben a „súlyt” és a „tömeget” szinonimaként használják, mert a gravitációs tér nagyjából állandó nagyságú az egész Föld felszínén. A fizikában a kettőt megkülönböztetjük: egy testnek nagyobb lesz a súlya, ha erősebb gravitációs térbe helyezzük, de a passzív gravitáló tömege változatlan.)
- Az aktív gravitáló tömeg a test által létrehozott gravitációs tér erősségének a mértéke. Például a Hold gyengébb gravitációs teret hoz létre, mint a Föld, mert a Holdnak kisebb az aktív gravitáló tömege.

A fizikától eltérően a hétköznapi nyelvhasználat a „tömeg” – mint mérték – helyett általában a „súly” kifejezést használja.
Súly: Az az erő amely húzza a felfüggesztési pontot vagy nyomja az alátámasztást!

## Bevezetés
Jóllehet a tehetetlen, a passzív gravitáló és az aktív gravitáló tömeg jelentésüket tekintve különbözőek, nem mutattak ki közöttük különbséget. A tehetetlen és a passzív gravitáló tömeg közötti ekvivalencia (egyenértékűség) egyik következménye a Galileo Galilei által kimutatott tény, hogy a különböző tömegű testek egyforma gyorsan esnek le, ha eltekintünk a légellenállástól. Ezek ekvivalenciáját mutatta ki nagy pontossággal Eötvös Loránd. Az általános relativitáselmélet, a gravitáció jelenleg ismert legpontosabb elmélete azon a feltevésen nyugszik, hogy a tehetetlen és passzív gravitációs tömeg teljesen ekvivalens, ezt nevezik gyenge ekvivalenciaelvnek. A klasszikus mechanika területén az aktív és a passzív gravitáló tömeg ekvivalenciája Newton harmadik törvényének következménye, de a gravitáció és a mechanika relativisztikus megfogalmazásakor ezt egy új axiómának kellett kimondania. Emiatt a standard relativitáselmélet szintén felteszi a kettő ekvivalenciáját; ezt az ekvivalenciát néha erős ekvivalenciaelvnek nevezik.
Ha külön kezelnénk az mi tehetetlen tömeget, az mp passzív gravitáló tömeget és az ma aktív gravitáló tömeget, akkor Newton törvénye az általános tömegvonzásról és a Newton-féle mozgásegyenlet a következő összefüggést szolgáltatná:
{\displaystyle m_{i2}a_{2}={\frac {Gm_{a1}m_{p2}}{r^{2}}}.}
Newton harmadik törvénye a kölcsönhatásról azt mutatja, hogy az aktív és passzív gravitáló tömegek arányosak egymással, ezért egyenlőnek definiálhatók.

## A tömeg egységei
Az SI-mértékegységrendszerben a tömeg egysége a kilogramm (kg). Sok más egység is használatban van a világon, mint a tonna, uncia, atomi tömegegység (ATE), Planck-tömeg, naptömeg és az eV/c².
Az eV/c² egység (kb. 1,783 × 10−36 kg) az elektronvolton alapul, amely energiaegység. Az energia és a nyugalmi tömeg közötti relativisztikus E = mc² kapcsolat miatt lehetséges azonban bármely energiaegységet tömegegységgé konvertálni. Sokszor a c² tényező is elmarad, ez precízen is megtehető a {\displaystyle \hbar =c=1} egységrendszer használatával.
Mivel a gravitációs gyorsulás a Föld felszínén közelítőleg állandó, a súly egységeit is gyakran használják a gyakorlati életben – helytelenül – a tömeg mértékegységeiként.
Az SI bevezetése előtt (Magyarországon 1980-ban) használatos volt a kilopond (kp) mint súlyegység, amely egy 1 kg tömegű tárgy súlyát jelölte.

## A tehetetlen és gravitációs tömeg

### Tehetetlen tömeg
A tehetetlen tömeg egy objektum gyorsítással szembeni ellenállásának mértéke. Newton második törvénye értelmében egy m tehetetlen tömegű testre ható F erő esetén:
{\displaystyle F={\frac {d}{dt}}(mv)}
ahol v a test sebessége. Most tegyük fel, hogy a test tömege állandó. Ez a feltételezés, amit a klasszikus fizikában tömegmegmaradásként ismerünk, két gondolaton nyugszik:
1. a tömeg a testben levő anyag mennyiségének mértéke
2. anyag nem hozható létre és nem tüntethető el, csak felosztható vagy újraegyesíthető

Ezek nagyon észszerű feltételezések, bár a helyzet a speciális relativitáselméletben bonyolultabbá válik. Egy másik kérdés, hogy még a klasszikus mechanikában is néha hasznos egy test tömegét úgy kezelni, mint ami az időben változik. Például egy rakéta tömege csökken, ahogy a rakéta működik. Ez azonban csak egy közelítés, ami elhanyagolja a rendszerbe belépő vagy onnan távozó anyagot. A rakéta esetében ez az anyag a távozó elégett hajtóanyag; ha mérnénk a rakéta és a hajtóanyag együttes tömegét, azt találnánk, hogy az megmarad.
Ha egy test tömege állandó, akkor Newton második törvénye így írható:
{\displaystyle F=m{\frac {dv}{dt}}=ma}
ahol a a test gyorsulása. Ez az egyenlet illusztrálja, mit jelent a test tehetetlensége. Ha nagyobb tömegű testet gyorsítunk ugyanazzal az erővel, kisebb lesz a gyorsulása, mint egy kisebb tömegű testé, azaz mondhatjuk, a nagyobb tömegű testnek nagyobb az "ellenállása" a mozgás megváltoztatásával szemben.
De mit is jelent "ugyanaz az erő"? Ehhez Newton harmadik törvényét hívhatjuk segítségül, miközben két egymással kölcsönható testet tekintünk, amik minden más külső hatástól mentesek. A B test által A-ra ható erőt jelöljük FAB-vel, az A által B-re hatót pedig FBA-val. Ahogy láttuk, Newton második törvénye szerint:
{\displaystyle F_{AB}=m_{A}a_{A}\,} és {\displaystyle F_{BA}=m_{B}a_{B}\,}
ahol aA és aB A ill. B gyorsulása. Ekkor Newton harmadik törvénye szerint:
{\displaystyle F_{AB}=-F_{BA}\,}
Ezt az előző egyenletbe helyettesítve:
{\displaystyle m_{A}=-{\frac {a_{B}}{a_{A}}}\,m_{B}}
Tulajdonképpen ez az, ahogy mérhetjük egy objektum tehetetlen tömegét. Választunk egy referenciaobjektumot, és definiáljuk a tömegét (mB) mondjuk 1 kilogrammnak. Utána az Univerzum minden objektumának tömegét megmérhetjük úgy, hogy ütköztetjük a referenciobjektummal és mérjük mindkettőjük gyorsulását.

### Gravitációs tömeg
A gravitációs tömeg a gravitációs mező hatása alapján mért tömeg. Tegyük fel, hogy egy A és B objektum egymástól |rAB| távolságra helyezkedik el. A gravitációs törvény szerint, ha a két test gravitációs tömege MA ill. MB, akkor mindkét objektum gravitációs erőt fejt ki a másikra:
{\displaystyle |F|={GM_{A}M_{B} \over |r_{AB}|^{2}}}
ahol G a gravitációs állandó. Ezt az állítást átfogalmazhatjuk a következő módon: ha g egy referenciatömeg gyorsulása adott helyen egy gravitációs mezőben, akkor egy M tömegre ható gravitációs erő:
{\displaystyle F=Mg\,}
Ez az alapja a súlyméréssel történő tömegmeghatározásnak. Rugós mérlegen a rugó elmozdulása a súly hatására arányos F-fel (ld. a Hooke-törvényt), g-t pedig kalibrálással vesszük figyelembe, hogy az M tömeget olvashassuk le. A kétserpenyős mérleggel viszont közvetlenül mérhetjük a tömeget a leggyakrabban "súlyoknak" hívott referenciatömegek segítségével.

### A tehetetlenségi és a gravitációs tömeg ekvivalenciája
A tehetetlenségi és gravitációs tömeg ekvivalenciáját gyenge ekvivalenciaelvnek vagy Galilei-féle ekvivalenciaelvnek nevezzük. Ezen elv legfontosabb következménye a szabadon eső testekre vonatkozik. Tegyük fel, hogy egy test tehetetlen tömege m és gravitációs tömege M. Ha az egyetlen ható erő a gravitációs mezőből származik, akkor Newton második törvénye és a gravitációs törvény együtt a következő gyorsulást adja:
{\displaystyle a={\frac {M}{m}}g=Kg}
Eszerint a gravitációs és tehetetlen tömeg aránya akkor és csak akkor egyenlő egy K állandóval, ha minden test ugyanolyan gyorsan esik adott gravitációs mezőben. Ezt a jelenséget nevezzük a szabadesés egyetemességének. A K konstans egynek választható az egységek alkalmas megválasztásával.
A szabadesés egyetemességét kísérletileg először Galileo Galilei demonstrálta. A hagyomány szerint a Pisai ferde torony tetejéről tárgyakat ejtett le, ez azonban valószínűtlen. Valójában labdákat gurított le lejtős síkfelületeken. Később egyre pontosabb kísérleteket végeztek, az egyik legnevezetesebb, sokáig "csúcstartó" Eötvös Loránd kísérlete volt a torziós ingával 1889-ben. Egészen máig nem találtak eltérést az egyetemességtől.
Megjegyzendő, hogy az egyetemesség akkor igaz, ha a gravitáció az egyetlen ható erő, minden más erő, különösen a súrlódás és a légellenállás elhanyagolható kell legyen. A szokásos földi körülmények között egy kalapácsot és egy madártollat leejtve a madártoll sokkal később fog földet érni a légellenállás miatt, ami miatt a toll ilyenkor nincs szabadesésben, a légellenállás kb. ugyanolyan erős esetében, mint a gravitáció. De ha vákuumban végezzük a kísérletet, akkor a toll és a kalapács ugyanolyan gyorsan esik a talaj felé. Ezt 1971-ben a Holdon az Apollo–15 parancsnoka, David Scott demonstrálta.
Az ekvivalenciaelv egy erősebb változata az Einstein-féle ekvivalenciaelv vagy erős ekvivalenciaelv, ami az általános relativitáselmélet központi gondolata. Kimondja, hogy lehetetlen megkülönböztetni az egyenletes gyorsítást az egyenletes gravitációs mezőtől. Így felteszi, hogy a tehetetlen és a gravitációs tömeg alapvetően ugyanaz a dolog. Az általános relativitáselmélet minden jóslata, mint például a téridő görbültsége, ebből az alapvető elvből származtatható.

## Az energia, impulzus és tömeg közötti összefüggés
A speciális relativitáselmélet a klasszikus fizika szükséges kiterjesztése. Különösen azért, mert sikeresen leírja a fénysebességhez közeli sebességgel mozgó testek mechanikáját, ahol a klasszikus fizika csődöt mond.
A relativisztikus mechanikában az m tömegű, E energiájú és p impulzusú részecskére a következő összefüggés igaz:
{\displaystyle {\frac {E^{2}}{c^{2}}}=m^{2}c^{2}+p^{2}}.
ahol c a fénysebesség. Ezt néha tömeg-energia-impulzus összefüggésnek is hívják. Rögtön észrevehetjük, hogy ez az összefüggés kezelni tudja a tömeg nélküli (m=0) objektumokat is:
{\displaystyle E=pc}
A klasszikus mechanikában a tömeg nélküli objektumok kezelhetetlenek, mert erőhatásra Newton második törvénye szerint végtelen gyorsulásuk lenne, ami egy értelmetlen dolog. A relativitáselméletben a tömeg nélküli részecskék mindig fénysebességgel haladnak. Példa rájuk maga a fény a fotonok alakjában.
Tekintsük most a nem nulla tömegű objektumot. Most m egyszerű fizikai jelentéssel bír, ez az objektum tehetetlen tömege az objektum nyugalmi rendszerében, abban a vonatkoztatási rendszerben, ahol a sebessége nulla. Közbevetőleg jegyezzük meg, hogy tömeg nélküli objektumoknak nincs nyugalmi rendszerük.
A nyugalmi rendszerben a sebesség, és így a p impulzus is nulla. A tömeg-energia-impulzus összefüggés ekkor a nevezetes összefüggésre redukálódik:
{\displaystyle E=mc^{2}\,}
ami tehát a nyugalmi tömeg és a nyugalmi energia közötti kapcsolat. Ezt ki szokták néha terjeszteni általában az energia és a tömeg közötti kapcsolatra bármely rendszerben, és akkor az ún. "mozgási tömeget" éppen ez a kifejezés definiálja. A fizikusok általában viszont ezt nem teszik, ez a kifejezés ugyanis nem kovariáns. Az energia egy négyesvektor nulladik komponense, a "mozgási tömeg" pedig se nem Lorentz-tenzor, se nem ilyennek a komponense, márpedig egy "jó" egyenlet két oldalának ugyanolyan transzformációs tulajdonságokkal kell rendelkeznie. A "mozgási tömeg" nem fizikai mennyiség.
Vizsgáljuk meg, hogyan viselkedik egy objektum, ha nincs nyugalomban. Rendezzük át a tömeg-energia-impulzus összefüggést:
{\displaystyle E=mc^{2}{\sqrt {1+\left({p \over mc}\right)^{2}}}}
Ha a p impulzus sokkal kisebb, mint mc, akkor a négyzetgyököt Taylor-sorba fejthetjük:
{\displaystyle E=mc^{2}+{p^{2} \over 2m}+\cdots }
ahol az első tag a nyugalmi energia, a második tag pedig a mozgási energia klasszikus mechanikai kifejezése, a ki nem írt többi tag pedig a relativisztikus korrekció a mozgási energiához.
Egy makroszkopikus objektumra az {\displaystyle mc^{2}} nyugalmi energia magában foglalja a hőenergiát is, ami az objektumot összetevő atomok és molekulák véletlenszerű mozgásához kapcsolódik. Ez a hozzájárulás általában sokkal kisebb, mint a nyugalmi energia, de gyakran nagyobb, mint a mozgási energia. Például ha két test ütközés után összeragad, akkor a mozgási energiájuk nem marad meg, hanem nagyrészt hővé alakul, úgyhogy tömegük kis mértékben megnövekszik. Ugyanakkor az anyagcsere, tűz és más exoterm folyamatok tömeget hővé alakítanak, bár a tömegváltozás gyakran elhanyagolható.
A szubatomi részecskék átalakulási folyamatai esetén sokkal jelentősebb tömegváltozások lehetségesek. A tömeg nem marad meg. A legegyszerűbb példa az elektron-pozitron annihiláció, amiben egy – tömeges – elektron és egy – tömeges – pozitron megsemmisül, hogy helyettük két – tömeg nélküli – foton jöjjön létre. Más példák többek között a magfúzió és a maghasadás. Az energia mindig megmarad a speciális relativitáselméletben is; ami történik, az az, hogy a nyugalmi energia mozgási energiává alakul. Az energia ilyen "felszabadíthatósága" a speciális relativitáselmélet egyik fontos jóslata.

## Tömeg a részecskefizikában
A kis távolságok miatt jelentőssé váló kvantummechanikai effektusok miatt a tömeg is új vonást, változékonyságot mutat azonos típusú részecskék esetén is. Végtelen élettartamú, azaz stabil részecskék esetén – ilyen például a proton és az elektron – a tömeg határozott értékű abban az értelemben, hogy például akárhány protont is vizsgálunk meg, tömegükre mindig ugyanazt az értéket kapjuk, a mérési hibahatáron belül. Nagyon sok mérés átlagát véve azonban a hiba tetszőlegesen kis értékre leszorítható. Azt mondjuk, hogy a stabil részecskék tömegszélessége nulla.
Véges élettartamú részecskék esetén azonban más a helyzet. Ezek tömegét megmérve azt találjuk, hogy nagyon pontos mérés esetén is, a mérési hibahatáron túl a tömegértékek nem egy éles határozott értéket, hanem egy Breit-Wigner-eloszlást adnak. Az eloszlás összhangban van az energiára vonatkozó határozatlansági relációval, és a speciális relativitáselmélet azon eredményével, miszerint a tömeg az energia egy formája. Minél hosszabb ugyanis az élettartama egy részecskének, annál nagyobb idő telhet el két energiamérés, azaz tömegmérés között, s annál kisebb így az elvi – azaz nem a mérőberendezéstől függő – hibája a mérésnek.
Tömegmérést legegyszerűbben például a bomlástermékek energia- és impulzusmérésével hajthatunk végre. Bomoljon az M tömegű, p impulzusú és E energiájú részecske az egyszerűség kedvéért két m1 és m2 tömegű részecskére, amelyek impulzusa legyen rendre p1 és p2, energiája pedig E1 és E2. Az energia- és impulzusmegmaradás miatt:
{\displaystyle E=E_{1}+E_{2},\quad \mathbf {p} =\mathbf {p_{1}} +\mathbf {p_{2}} }
A bomló részecske tömegét tehát így kaphatjuk meg:
{\displaystyle M^{2}=E^{2}-\mathbf {p} ^{2}=(E_{1}+E_{2})^{2}-(\mathbf {p_{1}} +\mathbf {p_{2}} )^{2}}
amit a két bomlástermék effektív tömegének nevezünk és ami tehát a bomló részecske tömege. Nagyon fontos megjegyezni, hogy ez az összefüggés, azaz az energiamegmaradás mindig teljesül, akármilyen M értéket is vesz fel a bomló részecske tömege a Breit-Wigner-eloszlásban.
Az energiamegmaradás az ún. virtuális részecskék keletkezésekor és bomlásakor is mindig teljesül, ezek viszont keletkezhetnek a nominális tömegüktől – a fent említett Breit-Wigner eloszlás várható értékétől – nagyon távol eső tömeggel is, csak minél nagyobb az eltérés, annál kisebb az illető folyamat valószínűsége (amit szintén Breit-Wigner eloszlás ír le). Ez valódi szélességgel rendelkező, azaz nem stabil részecskék esetén érthető, szinte természetes, de nem csak ők lehetnek virtuális részecskék, hanem stabil részecskék is. És így például a virtuális fotonnak is lehet tömege, sőt virtuális részecske tömege lehet képzetes is, azaz az energiája lehet kisebb az impulzusánál.